# Ассоциация натуралистов-самоучек
Ассоциация натуралистов-самоучек (сокр. АССНАТ)— всероссийская организация недипломированных учёных, членом которой с осени 1921 года был и К. Э. Циолковский.

## История
Объединение было создано по инициативе агронома, ботаника и популяризатора науки Александра Петровича Модестова. Секретарь АССНАТ — Яков Айзикович Рапопорт (1895—1978). Должность почетного председателя АССНАТ занимал всемирно известный учёный Климент Аркадьевич Тимирязев, среди его членов были и Иван Владимирович Мичурин, и Константин Эдуардович Циолковский, который получил приглашение вступить в ряды членов ассоциации в августе 1921 года.

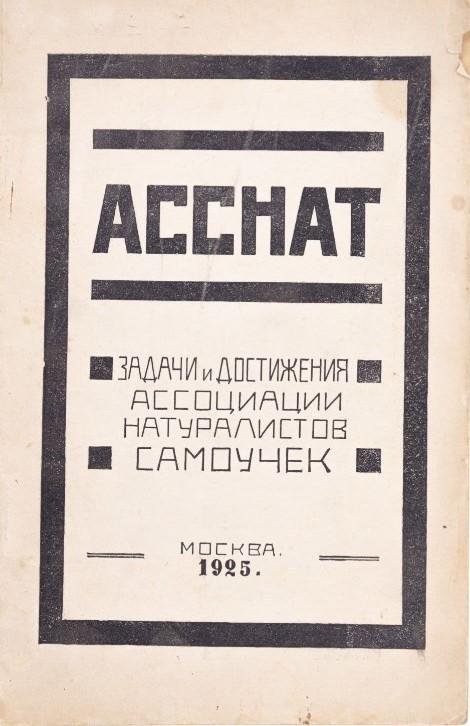
Книга «Что такое АССНАТ?»

Руководитель Ассоциации А. П. Модестов полагал, что все великие изобретения делаются либо «самоучками», либо «условными самоучками». В мае 1923 года Ассоциация натуралистов-самоучек через газету «Известия» обратилась «к заинтересованным гражданам всего мира с призывом немедленно присылать нам свои планы, проекты, прогнозы относительно солнечной энергетики и вообще использования ресурса силы».
Ассоциация просуществовала чуть более десяти лет. Основным местом встречи членов объединения был Политехнический музей. АССНАТ была связана с «рабочей оппозицией» в РКП(б) и закрылась в результате внутрипартийной борьбы.